# 1 (serviço do Metrô de Nova Iorque)

Broadway-Seventh Avenue Local.

1 (Metrô de Nova Iorque) (Broadway-Seventh Avenue Local) é um serviço metroviário de trânsito rápido do Metrô de Nova Iorque.
Ele é identificado pela pela cor vermelha na sinalização das estações e nos mapas do metrô .
O serviço funciona continuamente entre as estações Van Cortlandt Park – 242nd Street no sul do Bronx e South Ferry no baixo Manhattan. Os trens param em todas as estações.
O serviço 1 é o unico com trechos e estações elevadas no bairro de Manhattan.

## Linhas
O serviço "1" utiliza as seguintes linhas:
| Linha                                                                                            | Trecho | Horário |
| ------------------------------------------------------------------------------------------------ | ------ | ------- |
| IRT Broadway–Seventh Avenue Line de Van Cortlandt Park–242nd Street até Marble Hill–225th Street | local  | todos   |
| Broadway Bridge (Ponte Broadway)                                                                 | local  | todos   |
| IRT Broadway–Seventh Avenue Line da 215th Street até Chambers Street                             | local  | todos   |
| IRT Broadway–Seventh Avenue Line da Chambers Street até South Ferry                              | local  | todos   |